# Kineska dvokrilka
Kineska dvokrilka (dipteronija, lat. Dipteronia) rod uresnog grmlja iz nekadašnje porodice javorovki (Aceraceae), danas tribus u porodici Sapindaceae.
Postoje dvije vrste, od kojih su obje kineski endemi.

## Vrste
1. Dipteronia dyeriana A.Henry
2. Dipteronia sinensis Oliv.